# Ferneiella brevifurca
Ferneiella brevifurca is een muggensoort uit de familie van de Scatopsidae. De wetenschappelijke naam van de soort is voor het eerst geldig gepubliceerd in 1912 door Enderlein.